# Oxypilus villiersi
Oxypilus villiersi är en bönsyrseart som beskrevs av Roger Roy 1966. Oxypilus villiersi ingår i släktet Oxypilus och familjen Hymenopodidae. Inga underarter finns listade i Catalogue of Life.